# Nihon Kobudo Kyokai
Nihon Kobudo Kyokai (日本古武道協会?) es una de las organizaciones que supervisan las artes marciales tradicionales japonesas, conocidas como "Kobudo".

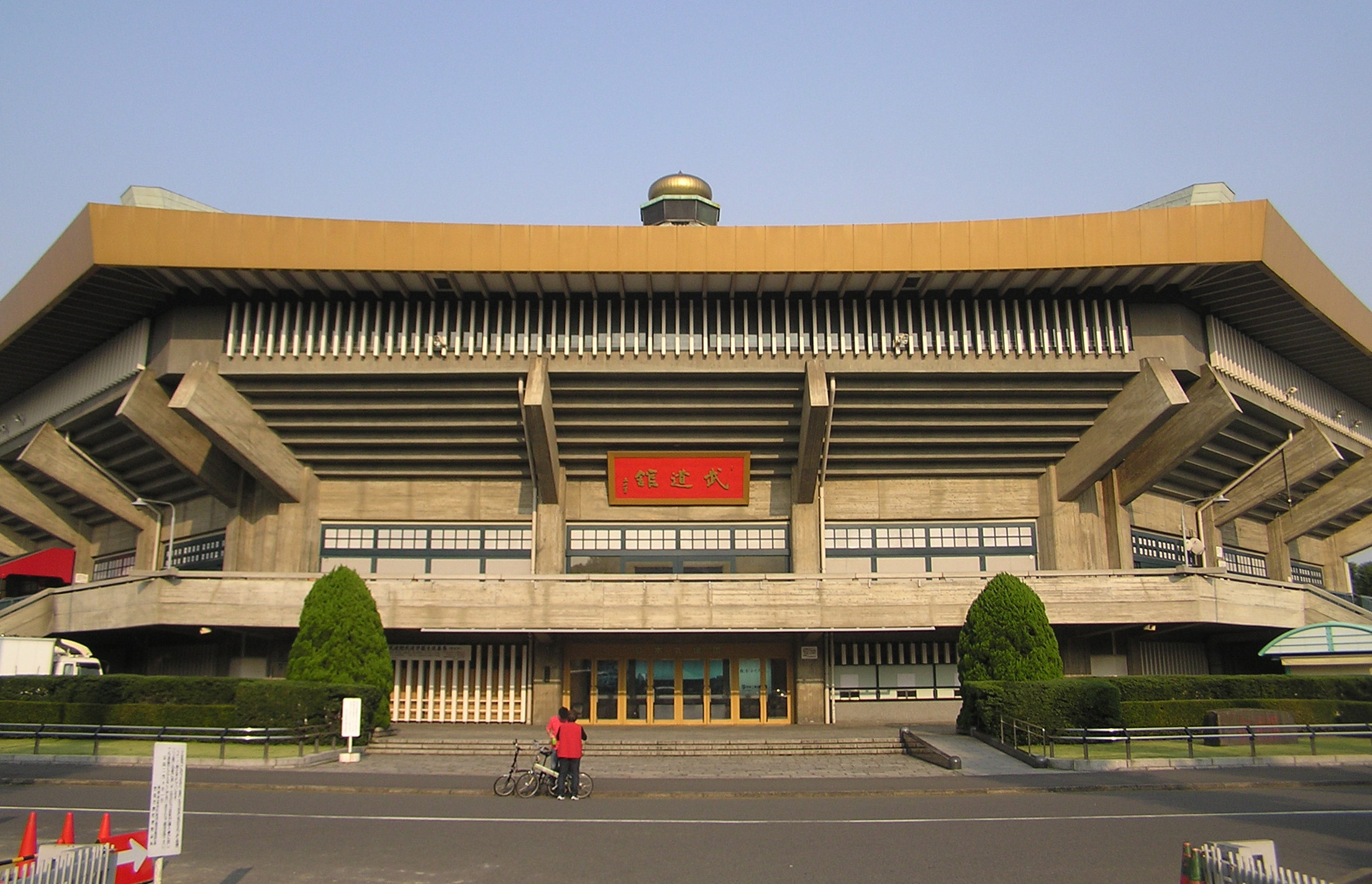
Nippon Budokan

Con el objetivo de preservar y promover las artes marciales tradicionales, la Fundación Nippon Budokan fue la entidad principal que estableció la "Nihon Kobudo Kyokai". Esta organización se formó a través de la colaboración de representantes y expertos de diversas escuelas de Kobudo después de una serie de discusiones. Junto con la "Nihon Kobudo Shinkokai" (Asociación para la Promoción de las Artes Marciales Tradicionales Japonesas), es considerada una de las organizaciones más prestigiosas en el ámbito del Kobudo.
La "Nihon Kobudo Kyokai" se dedica a diversas actividades, como la organización del "Nihon Kobudo Enbu Taikai" (Festival Nacional de Exhibiciones de Artes Marciales Tradicionales Japonesas), el "Nihon Kobudo Jutsu Gijō Enbu Taikai" (Festival Nacional de Mejora de las Habilidades de las Artes Marciales Tradicionales Japonesas), la realización de exhibiciones de Kobudo en el extranjero en colaboración con la Fundación Nippon Budokan, el reconocimiento de personas destacadas en el campo del Kobudo y la producción de grabaciones en vídeo de las formas de las artes marciales tradicionales japonesas.

## Historia

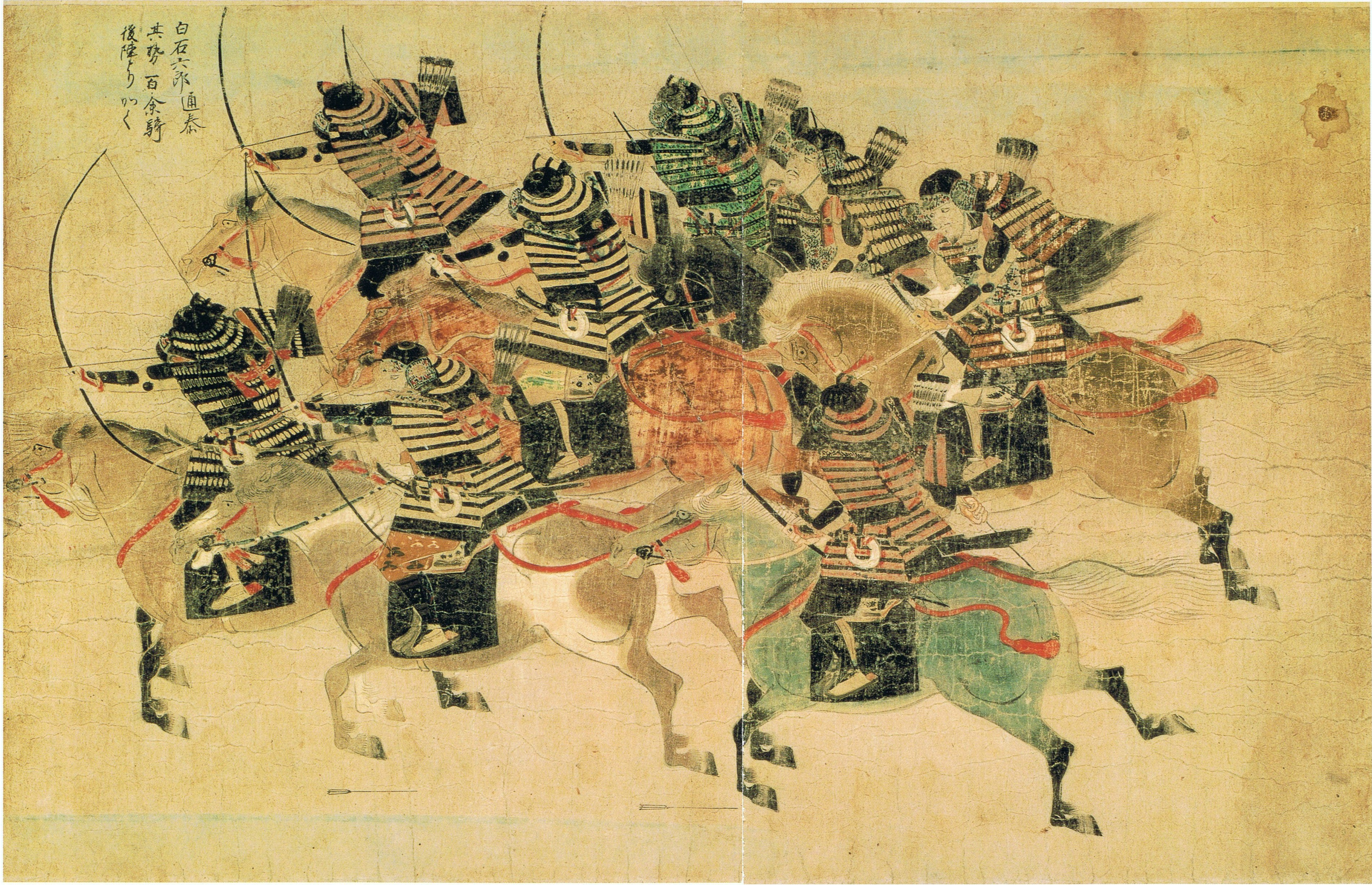
Pergaminos ilustrados de las invasiones mongolas,.

Las artes marciales tradicionales de Japón, conocidas como "kobudo", se originaron en épocas históricas como el siglo XI, el período Kamakura (siglos XII-XIV) y el período Muromachi (siglos XIV-XVI), y tenían como propósito la autodefensa y el combate. A medida que avanzaba el tiempo, surgieron disciplinas específicas: el jujutsu se centró en técnicas de combate sin armas, mientras que el kenjutsu se especializó en el manejo de la espada. Durante el apogeo de las artes marciales en el período final del shogunato Tokugawa (siglos XVII-XIX), se dice que existieron numerosas escuelas de arquería, esgrima, lanza y jujutsu, muchas de las cuales se mantuvieron en secreto dentro de cada dominio feudal.
Sin embargo, con la llegada del siglo XIX, se promulgó una prohibición sobre el porte de espadas y la clase samurái comenzó a desaparecer. Además, el nuevo gobierno adoptó un sistema militar moderno, lo que amenazó la continuidad de las tradiciones marciales. A pesar de los desafíos de esta era de cambios, las escuelas de artes marciales arraigadas en la historia y la tradición perseveraron con esfuerzo y dedicación, superando el tumultuoso período de la era Showa (1926-1989). Hasta el día de hoy, han mantenido viva la herencia transmitiendo las técnicas y el espíritu de las antiguas artes marciales.
En ese contexto, se llevó a cabo el primer Festival Nacional de Exhibiciones de Artes Marciales Tradicionales de Japón el 19 de febrero de 1978 en el Nihon Budokan. Este evento generó un creciente interés en la creación de una organización central para las artes marciales tradicionales. En respuesta a esta demanda, la Fundación Nihon Budokan estableció un organismo consultivo en colaboración con representantes de diversas escuelas de kobudo y expertos en la materia. El 17 de febrero de 1979, se fundó la "Nihon Kobudo Kyokai" (Asociación Nacional de Artes Marciales Tradicionales de Japón), una entidad nacional que había sido el anhelo de muchos involucrados en las artes marciales tradicionales durante muchos años.
Desde 1981 hasta 1988, se produjeron grabaciones en vídeo de las formas de las 88 escuelas y organizaciones de Kobudo.

## Escuelas afiliadas
A continuación se presentan diversas disciplinas de artes marciales tradicionales en Japón:
Jiu-jitsu (柔術?)
1. Shosho ryu wa (諸賞流和?) de Iwate.

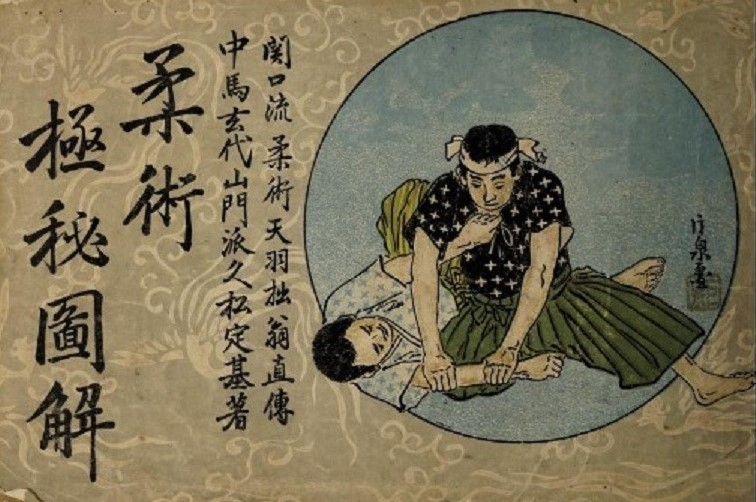
Jiu-jitsu en 1898

2. Tamegaruha Katsushinryu Jujutsu (為我流派勝新流柔術?) de Ibaraki
3. Kirakuryu Jujutsu (気楽流柔術?) de Gunma
4. Tenjin Shin'yo-ryu Jujutsu (天神真楊流柔術（東京都?) de Saitama Niiza
5. Daito-ryu Aikijujutsu (大東流合気柔術?) de Tokio
6. Tenjin Shin'yo-ryu Jujutsu (天神真楊流柔術?) de Saitama - Kawagoe
7. Daito-ryu Aikijujutsu Takumakai (大東流合気柔術 琢磨会?) de Osaka
8. Shibukawa-ryu Jujutsu (渋川流柔術?) de Osaka
9. Shingetsu Muso Yanagi-ryu Jujutsu (心月無想柳流柔術?) de Hyogo
10. Hontai Yoshin-ryu Jujutsu (本體楊心流柔術?) de Hyogo
11. Takagi-ryu Jujutsu / Kukishin-ryu Bojutsu (高木流柔術・九鬼神流棒術?)de Hyogo
12. Sekiguchi Shinshin-ryu Jujutsu (関口新心流柔術?) de Wakayama
13. Takeuchi-ryu Jujutsu Koshimawari Kogusoku (竹内流柔術腰廻小具足?) de Okayama
14. Takeuchi-ryu Jujutsu Kusakute Kaizan (竹内流柔術日下捕手開山?) de Okayama
15. Kito-ryu Jujutsu (起倒流柔術?) de Tokushima
16. Shibukawa Ichiryu Jujutsu (澁川一流柔術?) de Hiroshima
17. Hasegawa-ryu Wajutsu (長谷川流和術?) de Saitama

Kenjutsu (剣術?)
1. Todaen-ryu Kenjutsu (ト傳流剣術?) de Aomori.
2. Todate-ryu Kenjutsu (當田流剣術?) de Aomori.

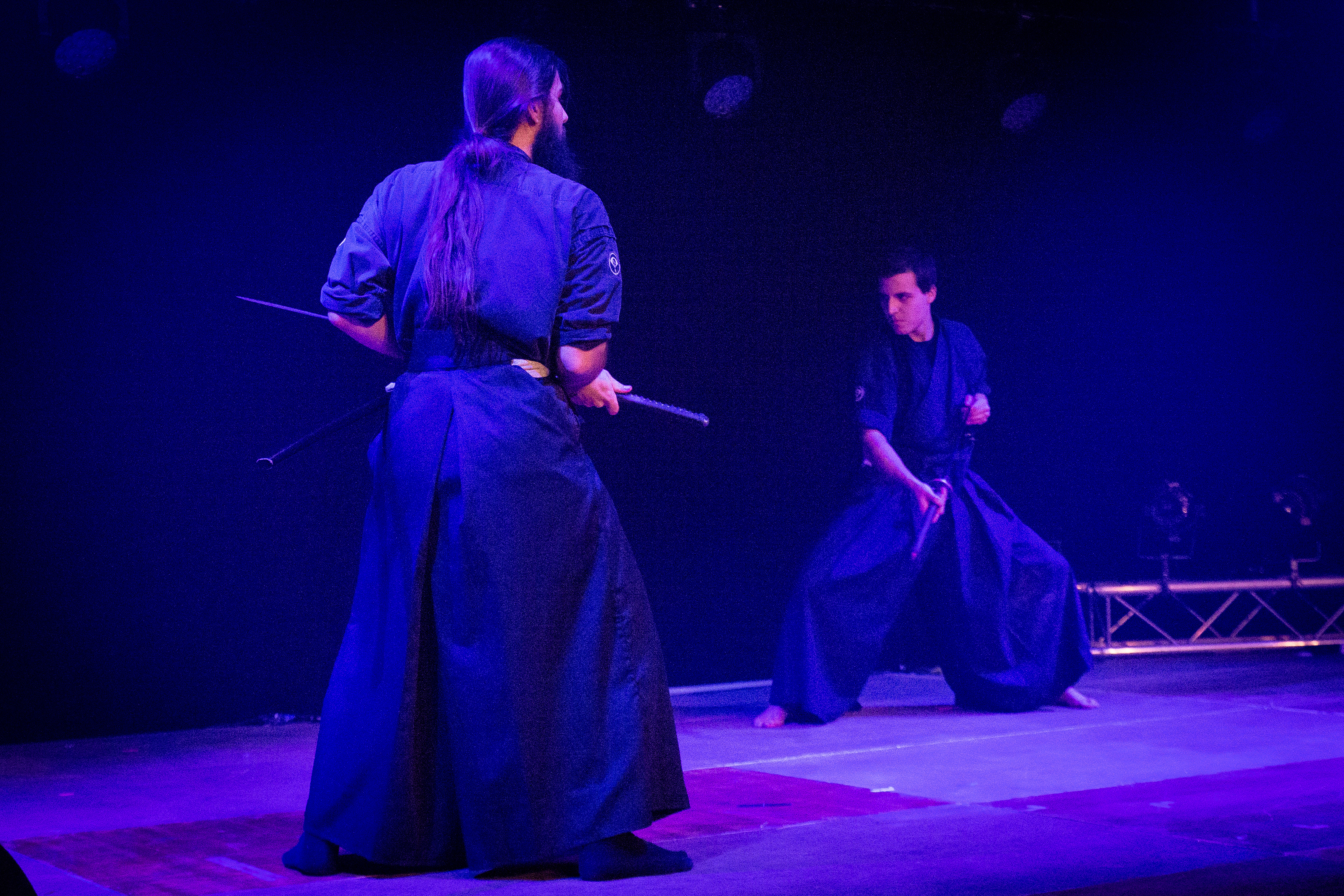
Kenjutsu

3. Mizonokuchi-ha Itto-ryu Kenjutsu (溝口派一刀流剣術?) de Fukushima.
4. Hokushin Itto-ryu Kenjutsu (北辰一刀流剣術?) de Ibaraki.
5. Kashima Shin-ryu Kenjutsu (鹿島新當流剣術?) de Ibaraki.
6. Kogen Itto-ryu Kenjutsu (甲源一刀流剣術?) de Saitama.
7. Tenshin Shoden Katori Shinto-ryu Kenjutsu (天真正伝香取神道流剣術?) de Chiba.
8. Risshin-ryu Heiho (立身流兵法?) de Chiba
9. Kashima Shinden Jikishinkage-ryu Kenjutsu (鹿島神傅直心影流剣術?) de Chiba
10. Ono-ha Itto-ryu Kenjutsu (小野派一刀流剣術?) de Tokio.
11. Shindo Munen-ryu Kenjutsu (神道無念流剣術?) de Tokio.
12. Kurama-ryu Kenjutsu (鞍馬流剣術?) de Tokio.
13. Tenjin Rishin-ryu Kenjutsu (天然理心流剣術?) de Tokio.
14. Yagyu Shinkage-ryu Heiho Kenjutsu (柳生新陰流兵法剣術?) de Aichi.
15. Kokukan Torei-ryu Kenjutsu (心形刀流剣術?) de Mie.
16. Shoshitsu Kenriho Ichiryu Kenjutsu (初實剣理方一流剣術?) de Okayama.
17. Hyoho Taisai-ryu (兵法タイ捨流?) de Kumamoto.
18. Hyoho Niten Ichiryu Kenjutsu (兵法二天一流剣術?) de Fukuoka.
19. Noda-ha Niten Ichiryu Kenjutsu (野田派二天一流剣術?) de Kumamoto.
20. Unko-ryu Kenjutsu (雲弘流剣術?) de Kumamoto.
21. Jigen-ryu Heiho Kenjutsu (示現流兵法剣術?) de  Kagoshima.
22. Yoda-to Jiken-ryu Kenjutsu (野太刀自顕流剣術?) de Kagoshima.

Iaidō (居合術?) Battōjutsu (抜刀術?)

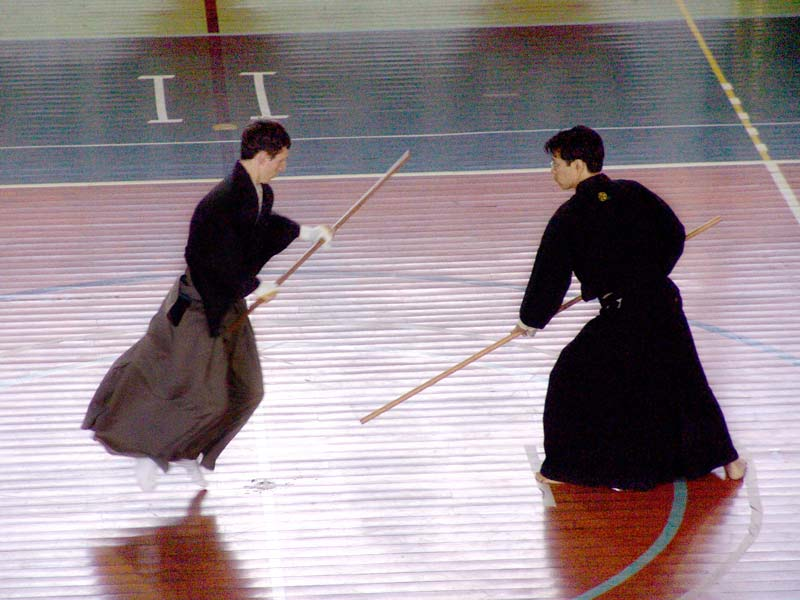
Bōjutsu

1. Hayashizaki Muso-ryu Iaijutsu (林崎夢想流居合術?) de Yamagata.
2. Muso Shinden Eishin-ryu Iaijutsu (無雙直傅英信流居合術?) de Tokio.
3. Tamaya-ryu Iaijutsu (田宮流居合術?) de Kanagawa.
4. Suio-ryu Iai Kenpou (水鷗流居合剣法?) deShizuoka.
5. Shogiken Ryu Kusarigama-jutsu (正木流鎖鎌術?) deShizuoka.
6. Hakuriki-ryu Iaijutsu (伯耆流居合術?) de Hyogo.
7. Enshin-ryu Iaijutsu Kumitachi Kenpo (円心流居合据物斬剣法?) de Osaka.
8. Kaneshin-ryu Iaijutsu (貫心流居合術?) de Shimane.
9. Ubusunagami-ryu Ichi-ryu Kacchu Battoujutsu (初實剣理方一流甲冑抜刀術?) deOkayama.
10. Kanezumi-ryu Battoujutsu (鐘捲流抜刀術?) de Okayama.
11. Sekiguchi-ryu Battoujutsu (関口流抜刀術?) de Kumamoto.

Sōjutsu (槍術?)
1. Owari Kanryu Sojutsu (尾張貫流槍術?) de Aichi.
2. Fuden Ryu Sojutsu (風傳流槍術?) de Osaka.
3. Hozo-in Ryu Takada-ha Sojutsu (宝蔵院流高田派槍術?) de Nara.
4. Safuri Ryu Sojutsu (佐分利流槍術?) de Hiroshima.

Jujutsu (杖術?  Bastónjutsu o Arte del bastón) Bōjutsu (棒術?)
1. Mubi Muteki Ryu Jojutsu (無比無敵流杖術?) de Ibaraki.
2. Shindo Muso Ryu Jojutsu (神道夢想流杖術?) de Fukuoka.
3. Takeshima Ryu Bojutsu (竹生島流棒術?) de Nagasaki.

Naginatajutsu (長刀術 o 薙刀術?)

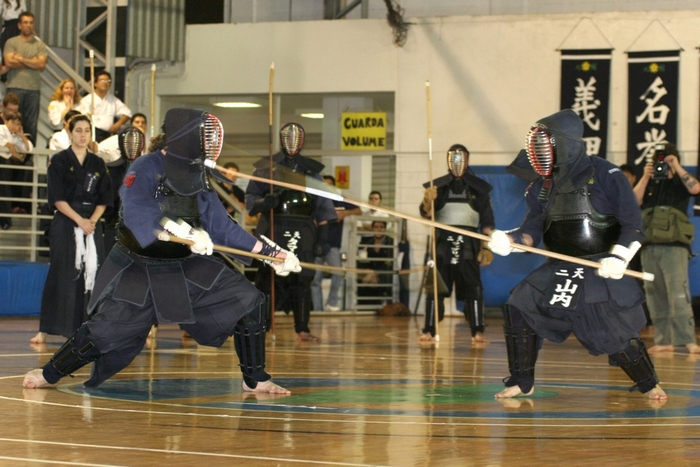
Naginatajutsu

1. Toda-ha Buko Ryu Naginatajutsu (戸田派武甲流薙刀術?) de Kanagawa.
2. Tendo Ryu Naginatajutsu (天道流薙刀術?)  de Tokio.
3. Chokushin Kage Ryu Naginatajutsu (直心影流薙刀術?) de Nara.
4. Yang Shin Ryu Naginatajutsu (楊心流薙刀術?) de Hiroshima.
5. Higo Koryu Naginatajutsu (肥後古流長刀?) de Kumamoto.

Karate (空手?) Ryūkyū Kobujutsu (琉球古武術?).
1. Ryukyu Kobudo (琉球古武術?) de Tokio.
2. Wado Ryu Jujutsu Kenpo (和道流柔術拳法?) deTokio.
3. Itosu Ryu Karate (糸洲流空手?) de Kanagawa.
4. Ryukyu Okinawa Hiden Honbu Gotente (琉球王家秘伝本部御殿手?) de Osaka.
5. Kinko Ryu Karate Okinawa Kobudo (金硬流唐手・沖縄古武術?)  de Ibaraki.
6. Okinawa Goju Ryu Bujutsu (沖縄剛柔流武術?) de Okinawa.

Taijutsu (体術?)
1. Yagyu Shingan Ryu Kacchu Heiho (柳生心眼流甲冑兵法?) de Iwate.
2. Yagyu Shingan Ryu Taijutsu (柳生心眼流體術?) de Kanagawa.

Hōjutsu (砲術?)

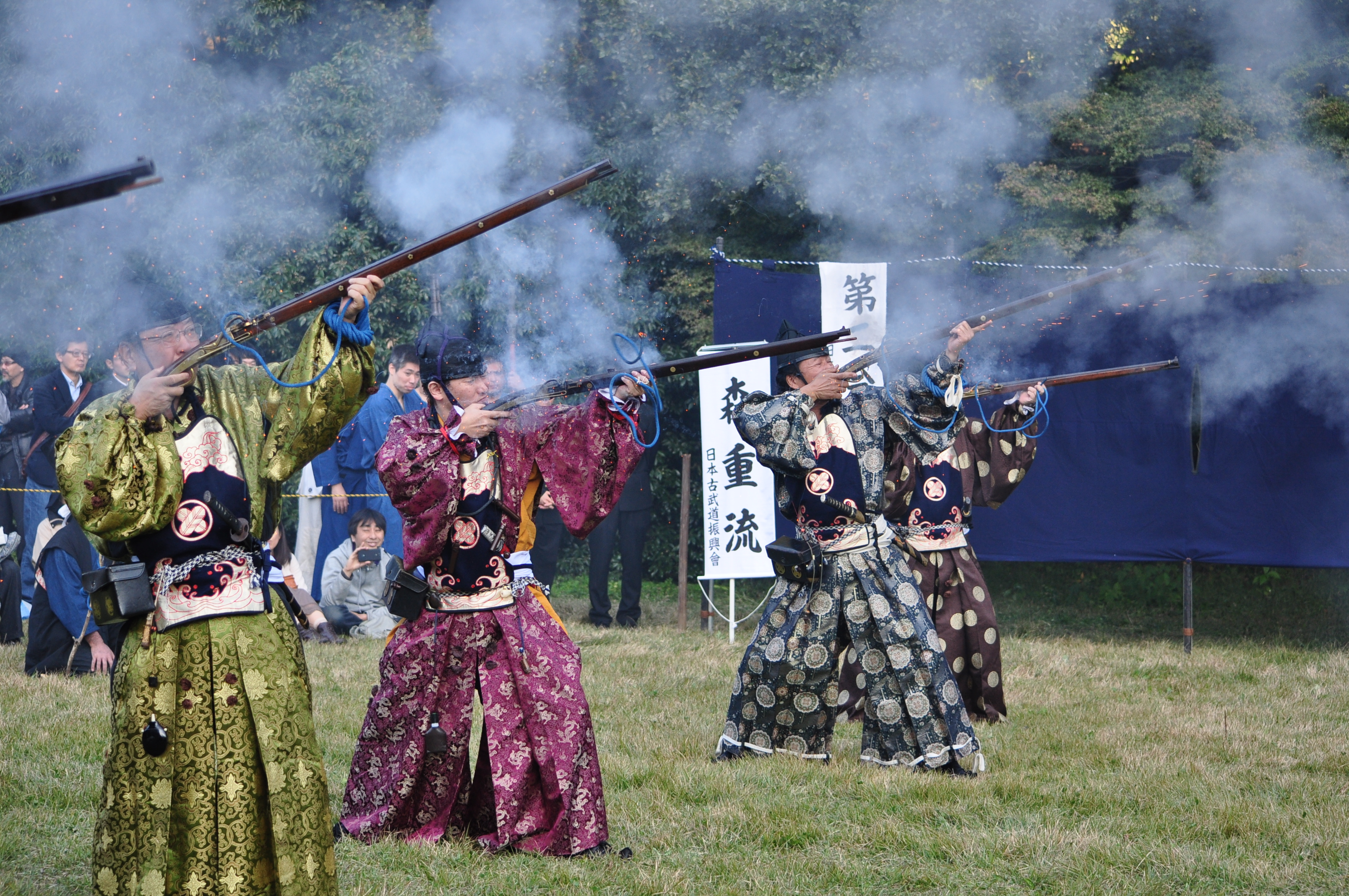
Hōjutsu - Ofrenda de la ceremonia anual en el Santuario Meiji: Arte de la artillería de la escuela Morishige

Arte marcial de Japón dedicado al uso de armas de fuego de pólvora negra japonesa.
1. Morishige Ryu Hojutsu (森重流砲術?) de Kanagawa.
2. Yo Ryu Hojutsu (陽流砲術?) de Fukuoka.

Otras Artes Marciales 
1. Araki-ryu Kenpō (荒木流拳法?) de Gunma.
2. Araki-ryu Gunyō Kogusokude (荒木流軍用小具足?) Saitama.
3. Negishi-ryu Shurikenjutsu (根岸流手裏剣術?) de Ibaraki.
4. Ogasawara-ryu Kyūba-jutsu (小笠原流弓馬術?) de Kanagawa.
5. Nitō Shin'ei-ryu Kusarigama-jutsu (二刀神影流鎖鎌術?) de Kochi.
6. Takeda-ryu Aiki no JutsuTakeda-ryu Aiki no Jutsu (武田流合気之術?) de Fukuoka.

Escuelas Afiliadas en el Pasado
1. Kuki Shinden Ryu Bujutsu (九鬼神流武術?)
2. Komagawa Kaishin Ryu Kenjutsu (駒川改心流剣術?)
3. Fukin Ryu Kenjutsu (深甚流剣術?)
4. Sosuishitsu Ryu (双水執流?)
5. Tenjin Shin'yo Ryu Jujutsu (天神真楊流柔術?) de Osaka.
6. Honkaku Katsuki Ryu (本覚克己流?)
7. Hokushin Ryu Bujutsu (北水流武術?)
8. Baniwa Nen Ryu Kenjutsu (馬庭念流剣術?)
9. Sugawara Kaeru Ryu Kenjutsu (雖井蛙流剣術?)

## Nihon Kobudo Enbu Taika
En marzo de 1982, se llevó a cabo el primer "Kobudo Kaigai Enbu Taikai" (Festival de Exhibiciones de Artes Marciales Tradicionales Japonesas en el extranjero) en París, Francia, en colaboración con la Fundación Nippon Budokan.
El 25 de noviembre de 1990, se celebró el primer "Nihon Kobudo Jutsu Gijō Enbu Taikai" (Festival Nacional de Mejora de las Habilidades de las Artes Marciales Tradicionales Japonesas) en el santuario Itsukushima en Hiroshima.